# دائرة وادي النجاء
دائرة وادي النجاء هي إحدى دوائر ولاية ميلة مقرها مدينة رجاص التابعة لبلدية وادي النجاء تقع في منطقة وسط شمال ولاية ميلة وبذلك فهي تتمتع بموقع جغرافي استراتيجي. وتضم ثلاث بلديات: بلدية أحمد راشدي، بلدية زغاية وبلدية وادي النجاء.

## الترقية إلى دائرة
بعد تاسيس بلدية وادي النجاء والتي كانت تنتمي إلى البلدية المختلطة زغاية منذ 1871الحقت بدائرة فرجيوة وهذا حتى سنة 1987 اين تم ترقيتها إلى مصاف دائرة، وقد كانت تضم آنذاك البلديات التالية وهي: - وادي النجاء - الرواشد - أحمد راشدي - زغاية - اعميرة آراس - ترعي باينان - تسالة لمطاعي وهدا حتى سنة 1991, اين تم إجراء تعديل إداري على مستوى كل الدوائر في الجزائر لأسباب سياسية وتنظيمية، فتم تقسيم دائرة وادي النجاء إلى ثلاث دوائر، حيث رقيت بلدية الرواشد وبلدية ترعي باينان إلى مصاف دائرة، فأصبحت دائرة وادي النجاء تظم ثلاث بلديات فقط وهي: بلدية أحمد راشدي، بلدية زغاية وبلدية وادي النجاء.

## بلديات الدائرة

أحد الشوارع ببلدية زغاية.

- بلدية وادي النجاء
- بلدية زغاية
- بلدية أحمد راشدي